# Bullpup
Bullpup é a arma de fogo onde o gatilho se encontra à frente do carregador de munição, em vez de atrás deste. Isso cria uma arma com um comprimento total mais curto para um determinado comprimento de cano, e que é muitas vezes mais leve, mais compacta, dissimulável e mais manejável do que uma arma de fogo de desenho convencional. Nos casos em que é desejável que as tropas recebam uma arma mais compacta, o uso de uma configuração bullpup permite que o comprimento do cano seja mantido, preservando assim a velocidade de saída, o alcance e a eficácia balística.
O conceito bullpup foi testado militarmente pela primeira vez em 1901 com a carabina britânica Thorneycroft, mas não foi até a Guerra Fria que projetos e melhorias mais bem-sucedidos levaram a uma adoção mais ampla. Em 1977, as Forças Armadas da Áustria  tornaram-se as primeiras forças militares do mundo a adotarem um bullpup, o Steyr AUG, como fuzil de serviço principal. Desde então, os militares em muitos países seguiram o exemplo de outros projetos de bullpup, como o chinês QBZ-95, o israelense IWI Tavor, o francês FAMAS e o britânico SA80.

## Etimologia

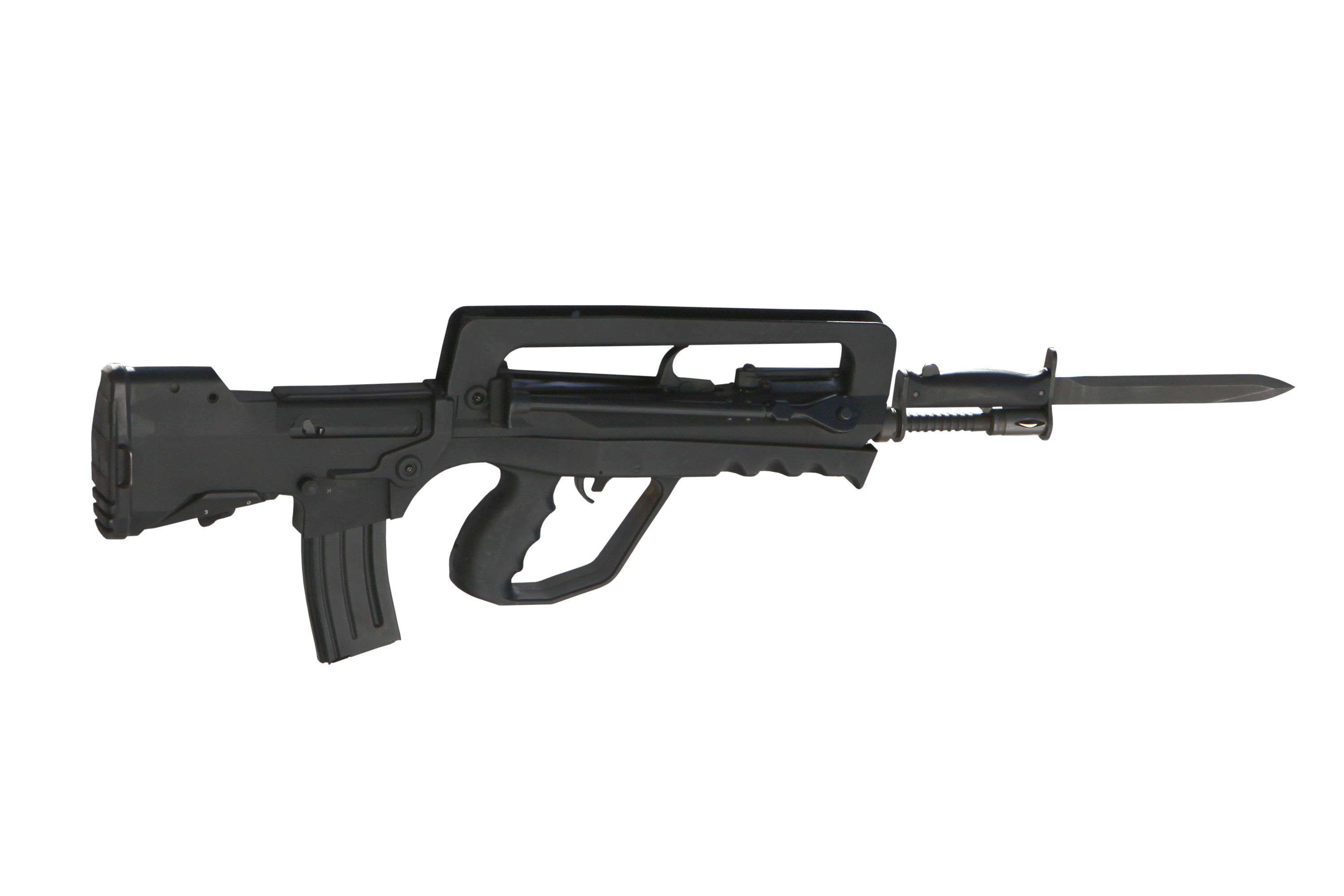
FAMAS G2 com a baioneta.

A origem da palavra "bullpup" para essa configuração há muito não está clara. Em 1957, a palavra foi relatada para descrever uma pistola de tiro ao alvo (ver: Esportes de tiro), particularmente com empunhadura incomum.
O especialista britânico em armas de fogo Jonathan Ferguson pesquisou a origem do termo em 2019-2020. Ele encontrou referências iniciais em revistas de armas de fogo da década de 1930 sugerindo que "bullpup" é derivado de uma analogia de tais espingardas com filhotes de buldogue (coloquialmente chamados de "bullpups" na Inglaterra durante o final do século 19 e início do século 20), que eram considerados "baixinhos, feios, mas ainda assim fortes e agressivos". O significado original da palavra para descrever cães caiu em desuso, mas o termo permaneceu dentro da indústria de armas.

## Descrição
A FN P90 usa o layout bullpup em conjunto com um exclusivo sistema de alimentação montado na parte superior, tornando-a a submetralhadora mais compacta com um estoque fixo
O design bullpup coloca o mecanismo de ação e o carregador da arma atrás do gatilho, e a armação funcionalmente serve como coronha com geralmente apenas uma placa final fina, tornando-a uma arma "sem coronha" num senso puramente técnico. O carregador também é inserido atrás do mecanismo do gatilho  (tecnicamente só é preciso que o carregador esteja alojado atrás do gatilho para que a arma seja classificada como bullpup), mas em alguns projetos como o Heckler & Koch G11, FN P90 e NeoStead 2000, o carregador pode se estender para frente além do gatilho.

### Vantagens
- O principal benefício de uma arma bullpup é que o comprimento total da arma pode ser significativamente encurtado mantendo o comprimento do cano. Isso permite que uma arma bullpup seja mais facilmente manobrada e ocultada do que uma arma convencional com um comprimento de cano semelhante, especialmente em espaços apertados [10] (ver: Combate em ambientes confinados).
- Em alguns projetos, o menor comprimento da coronha reduz o peso em comparação com um fuzil convencional com a mesma ação.
- O centro de massa de uma arma bullpup é mais posterior, portanto, mais próximo do atirador. Isso significa menos torque quando movimentado, tornando o manuseio cinematicamente mais confortável, especialmente quando o atirador está correndo.
- Devido à menor distância entre a ação e a placa da coronha, o impulso do "coice" (recuo) é transmitido mais diretamente no ombro do atirador, com menor alavancagem para criar elevação na boca do cano.

### Desvantagens
- Ao usar uma arma bullpup, o rosto do usuário está muito mais próximo da ação. Isso pode aumentar os problemas de ruído e causar irritação nos olhos e no nariz do atirador devido aos gases de escape. Estojos de cartuchos gastos podem ser ejetados diretamente no rosto de atiradores canhotos. Pode ser difícil para um atirador destro "descartar" a arma.[7] Para armas com alças de carregamento recíprocas, há também o risco de suas alças de carregamento atingirem usuários canhotos. O processo de mudança do lado de ejeção varia em complexidade dependendo da arma, mas como regra geral requer pelo menos alguma desmontagem e não pode ser feito "na hora", como quando uma posição de tiro incomum pode exigir que a arma seja usada no outro ombro. Em algumas armas, como a SA80, mudar o lado de ejeção simplesmente não é possível. Como resultado, bullpups muitas vezes requerem mecanismos de ejeção incomuns para permitir uma operação ambidestra fácil. Isso é resolvido em alguns projetos com ejeção para baixo (FN P90, Kel-Tec RDB) ou para frente (FN F2000,[7] Kel-Tec RFB).[11]
- Em caso de falha catastrófica, uma arma bullpup é mais perigosa porque tanto o cano quanto a ação estão mais próximos da cabeça, pescoço e tronco do atirador.
- Ao usar miras de ferro, as armas de fogo bullpup normalmente têm um raio de visão mais curto do que os projetos convencionais do mesmo comprimento de cano, comprometendo a precisão.
- As armas Bullpup precisam de uma ligação gatilho muito mais longa devido à posição avançada do mesmo, por isso tendem a ter gatilhos mais rígidos e menos precisos. As características de tração do gatilho são, consequentemente, uma crítica frequente às armas bullpup.[12]
- A troca de carregadores é muitas vezes menos intuitiva e ergonômica,[13] e é muito difícil realizar uma mudança "drop free". Isso pode ser particularmente problemático quando a arma é equipada com bandoleira, que se prende mais perto do carregador bem em armas bullpup e pode interferir fisicamente na inserção do carregador.
- A verificação de segurança do fuzil é mais difícil, porque não há visão direta da câmara.

## História
A primeira arma de fogo bullpup identificada foi um fuzil de precisão pesado feito por volta de 1860 para um professor Richard Potter por Riviere de Londres. Pesava mais de 6 kg e possuía um cano octogonal de aproximadamente 20 furos (0,60 pol) em calibre, com dois sulcos do tipo rifle Brunswick. Está hoje no acervo da National Rifle Association of the United Kingdom. Um dos primeiros desenhos de bullpup de repetição foi patenteado por William Joseph Curtis em 1866. O conceito foi mais tarde usado em rifles de ação de ferrolho, como a carabina Thorneycroft de 1901, embora o aumento da distância entre o punho da mão e o ferrolho significasse que o comprimento diminuído tinha que ser pesado contra o aumento do tempo necessário para disparar. Sabe-se que foi aplicado a armas de fogo semiautomáticas em 1918 (fuzil semiautomático francês Faucon-Meunier de 6,5 mm desenvolvido pelo tenente-coronel Armand-Frédéric Faucon), e em 1936 uma pistola bullpup foi patenteada pelo francês Henri Delacre. O primeiro bullpup usado em combate foi a espingarda antitanque PzB M.SS.41 durante a Segunda Guerra Mundial. Foi uma arma tchecoslovaca usada pelas SS, produzida sob ocupação alemã.
Após a Segunda Guerra Mundial, engenheiros ocidentais se inspiraram no fuzil de assalto alemão Sturmgewehr 44, que se apresentava como um meio-termo entre fuzis de ferrolho e submetralhadoras. Entre eles estava Kazimierz Januszewski (também conhecido como Stefan Janson), um armeiro polonês que havia trabalhado no arsenal nacional polonês durante a década de 1930. Depois de ser mobilizado durante a Segunda Guerra Mundial, ele escapou das forças de ocupação alemãs e dos invasores soviéticos e foi para a Inglaterra, onde fez parte da "equipe de design polonês" na Royal Small Arms Factory de Enfield Lock. A fábrica era administrada pelo tenente-coronel Edward Kent-Lemon. Enquanto Januszewski estava desenvolvendo um novo fuzil, a "Placa de Calibre Ideal" estava procurando um substituto para o cartucho .303. O Conselho decidiu por um cartucho ideal de 7mm no qual Januszewski e as duas equipes que trabalham em Enfield tiveram que basear seus projetos. Uma equipe de design chefiada por Stanley Thorpe produziu um fuzil operado a gás com um sistema de travamento baseado no Sturmgewehr. O projeto usava aço estampado que era difícil de obter, e o projeto foi descartado. O resultado dos esforços da equipe de design polonesa foi o EM-2, que abriu novos caminhos significativos.
O EM-2 continha algumas semelhanças com o AK-47, embora Januszewski nunca tivesse visto o fuzil soviético. O primeiro fuzil de assalto bullpup significativo veio do programa britânico para substituir as pistolas de serviço, submetralhadoras e rifles. Nas duas formas do EM-1 e do EM-2, o novo conceito de fuzil nasceu como resultado da experiência com armas curtas adquirida durante a Segunda Guerra Mundial.
Era óbvio que a guerra moderna exigiria que a infantaria estivesse armada com uma arma de fogo leve e seletiva, com alcance efetivo muito maior do que o de uma submetralhadora, mas mais curto do que o dos rifles convencionais semiautomáticos ou de ação por ferrolho. O projeto bullpup foi visto como necessário para manter a precisão no alcance enquanto reduzia o comprimento total. O EM-2 foi adotado pelo Reino Unido em 1951 como o primeiro fuzil bullpup de serviço (limitado) do mundo, mas foi prontamente deslocado pela adoção do calibre 7.62×51mm OTAN  (0.308 in), ao qual o EM-2 não foi facilmente adaptado. A decisão foi revogada e uma variante do FN FAL mais convencional foi adotada em seu lugar.
Um fuzil de assalto experimental calibre 7.62×39mm M43 foi desenvolvido por German A. Korobov na União Soviética por volta de 1945, e um desenvolvimento posterior, o TKB-408 foi inscrito para os testes de fuzil de assalto de 1946-47 pelo Exército Soviético, embora tenha sido rejeitado em favor do AK-47 mais convencional. Os Estados Unidos experimentaram brevemente no mesmo ano o bullpup Model 45A, que nunca progrediu além do estágio de protótipo; John Garand projetou seu bullpup T31, abandonado após sua aposentadoria em 1953.
Após essas falhas em projetos de bullpups para alcançar um serviço generalizado, o conceito continuou a ser explorado (por exemplo: um segundo bullpup Korobov, o TKB-022PM).
No Brasil, Nelmo Suzano desenvolveu entre as décadas de 1970 e 1980, o LAPA FA-03 que entretanto, foi rejeitado pelos militares. Segundo o jornalista especializado em defesa, Ronaldo Olive, que testou e avaliou positivamente o FA-03, a rejeição foi causada pela visão conservadora dos militares brasileiros e pelo momento político do país.

### Adoção
O Steyr AUG (adotado em 1977) é frequentemente creditado como o primeiro bullpup bem-sucedido, estando em serviço com as forças armadas de mais de vinte países, e tornando-se o principal fuzil da Áustria e Austrália. Foi altamente avançado para a década de 1970, combinando na mesma arma a configuração bullpup, uso extensivo de polímero, empunhaduras verticais duplas, mira telescópica como padrão e um design modular. Altamente confiável, leve e preciso, o Steyr AUG mostrou claramente o potencial do desenho bullpup. A chegada do FAMAS, em 1978, e sua adoção pela França enfatizaram a transição dos projetos tradicionais para os bullpup dentro dos desenvolvimentos de fuzil.
Os britânicos retomaram seus experimentos com o L85, que entrou em serviço em 1985. Após problemas persistentes de confiabilidade, ele foi redesenhado pela então britânica Heckler & Koch no L85A2, para se tornar uma arma totalmente confiável. A partir de 2016, passou a ser substituído pelo L85A3, que é mais leve, mais adaptável e mais durável.
Tendo aprendido com a vasta experiência em combate, a Israel Military Industries desenvolveu um fuzil bullpup: o Tavor TAR-21. O Tavor é leve, preciso, totalmente ambidestro e confiável (projetado para rigorosos padrões de confiabilidade para evitar mau funcionamento em clima árido, e está em crescente demanda em outros países, notadamente na Índia. O Tavor compartilha muitas semelhanças com o singapurano SAR 21 e o sul-africano Vektor CR-21.
Na China, o Exército de Libertação Popular adotou a família de armas bullpup Tipo 95 em 1997, que compartilham um design de armação comum, que inclui o fuzil padrão QBZ-95, uma carabina e variantes de armas de apoio leve. O Exército da República Islâmica do Irã adotou o KH-2002 em número limitado.
Alguns fuzis de precisão, como o estadounidense Barrett M95 e XM500, os alemães Walther WA 2000 e DSR-1, chinês QBU-88, russo SVU, polonês Bor, os estadounidenses Desert Tech SRS e Desert Tech HTI  usam o layout bullpup. Ele também é usado para projetos de escopeta de combate, como o NeoStead 2000 e Kel-Tec KSG.
Bullpups estão atualmente em serviço como fuzil de emissão padrão pelas seguintes forças armadas:
- Áustria: Forças Armadas da Áustria – StG 77; selecionado em 1977.
- Austrália: Força de Defesa Australiana – F88 Austeyr (variante do StG 77); selecionado em 1989.
- Bélgica: Forças Armadas da Bélgica – FN F2000; selecionado em 2004.
- China:  Exército Popular de Libertação – Tipo 95; selecionado em 1997. Atualmente sendo substituído pelo QBZ-191 desde 2019.
- Colômbia: Forças Armadas da Colômbia e Polícia Nacional da Colômbia (forças especiais) – IWI Tavor TAR-21.
- Croácia: Forças Armadas da Croácia – VHS; selecionado em 2009.
- Eslovênia: Forças Armadas da Eslovênia – FN F2000; selecionado em 2007.
- Índia: Forças especiais da Índia – IWI Tavor TAR-21.
- Indonésia: Koopssus (forças especiais das Forças Armadas da Indonésia – IWI Tavor TAR-21 e Steyr AUG.
- Irlanda: Forças de Defesa da Irlanda – Steyr AUG; selecionado em 1988.
- Israel: Forças de Defesa de Israel – IWI Tavor TAR-21; selecionada em 2001, usada por três das cinco brigadas de infantaria das FDI.
- Omã: Exército Real de Omã – Steyr AUG.
- Reino Unido: Forças Armadas do Reino Unido – SA80; selecionado em 1985.
- Rússia: Spetsnaz – OTs-14 Groza, A-91 e SVU; selecionados durante a década de 1990.
- Singapura: Forças Armadas de Singapura – SAR 21; selecionado em 1999.

Bullpups estavam em serviço como fuzil de emissão padrão pelas seguintes forças armadas:
- França: Forças Armadas Francesas – FAMAS; selecionado em 1978. Atualmente sendo substituído pelo HK 416F desde 2017.[30]
- Malásia: Forças Armadas da Malásia - Steyr AUG; selecionado em 1991. Fabricado sob licença da Steyr pela SME Ordnance.[31] Foi substituído pelo Colt M4A1 em 2004.[32]
- Nova Zelândia: Força de Defesa da Nova Zelândia – IW Steyr; selecionado em 1988. Foi substituído pelo LMT MARS em 2017.[32]